# Viktor Maslov

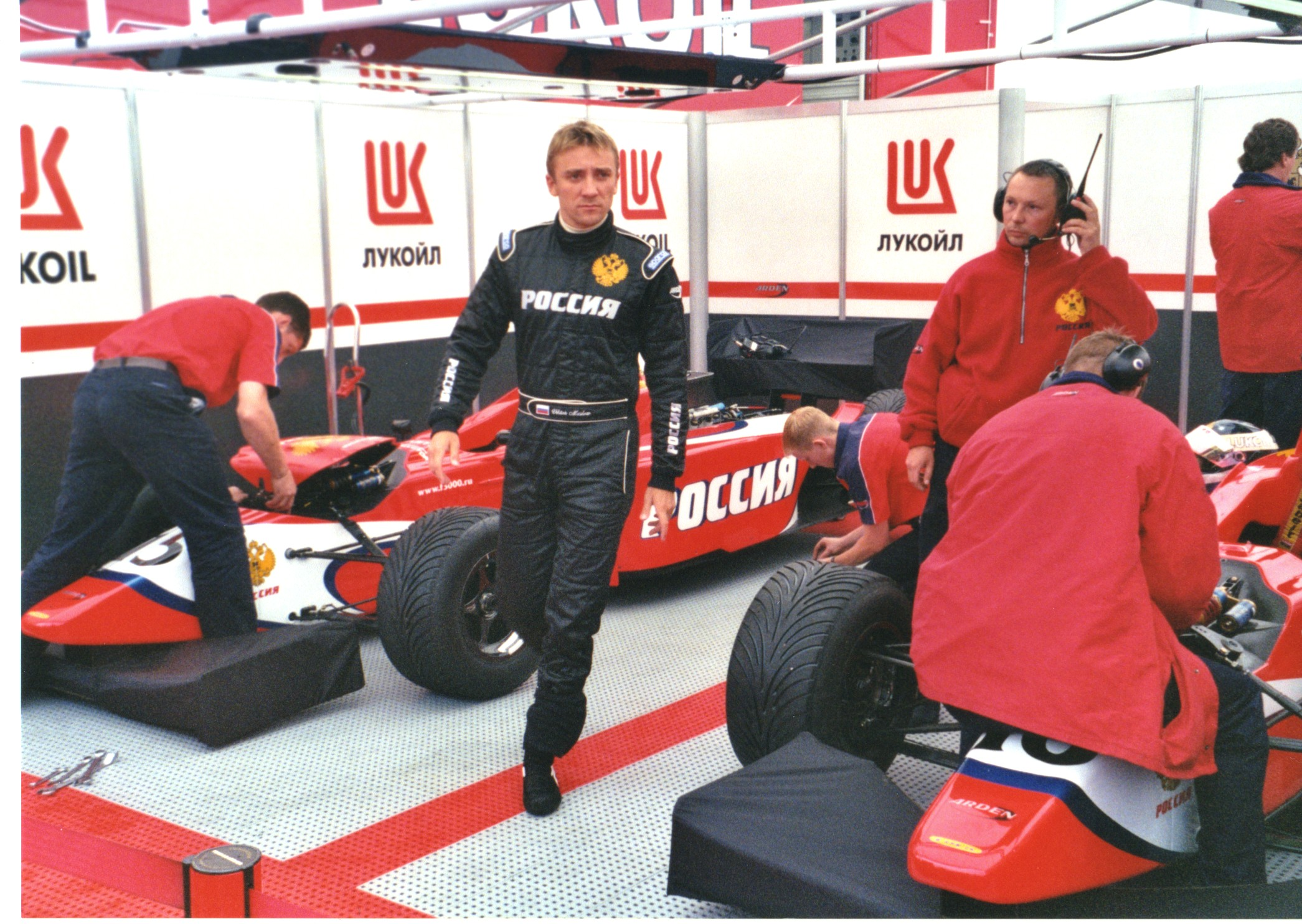
Viktor Maslov in de LUKoil Arden pits.

Viktor Maslov (Russisch: Виктор Маслов) (Soergoet, 16 januari 1976), is een Russisch autocoureur.
Hij begon in de kartsport en heeft 6 jaar op het hoogste niveau gekart. Hierna ging hij ijsracen. Maslovj deed mee in het grootste ijsrace evenement ter wereld: Trophy Andros in 1996. Hij deed in dat jaar ook mee in de Russische Formule 3. In 1997 deed hij hetzelfde, hij bleef bij het Daewoo team in het ijsracen. In 1998 ging Maslov naar de Euro F3000. 
1999 was hij jaar dat Maslov met het Arden International team ging racen in de Euro F3000 en in de Formule 3000. Hij deed dat tot 2001. Nadat Maslov stopte in de Formule 3000 kwam zijn racecarrière ook tot zijn einde.

## Resultaten
| Jaar | Kampioenschap    | Team              | Races  | Winst | Poles | Podia | Punten | Eindstand |
| ---- | ---------------- | ----------------- | ------ | ----- | ----- | ----- | ------ | --------- |
| 1999 | FIA Formule 3000 | Lukoil Arden      | 0 (10) | 0     | 0     | 0     | 0      | —         |
| 1999 | Euro F3000       | Arden Team Russia | 2      | 0     | 0     | 0     | 1      | 18        |
| 2000 | FIA Formule 3000 | Arden Team Russia | 5 (10) | 0     | 0     | 0     | 0      | —         |
| 2000 | Euro F3000       | Arden Team Russia | 6      | 0     | 0     | 0     | 0      | —         |
| 2001 | FIA Formule 3000 | Arden Team Russia | 12     | 0     | 0     | 0     | 0      | —         |